# Geächteter
Ein Geächteter oder Gesetzloser (englisch outlaw) ist eine Person, die im Zustand der Verfemung lebt. Die Verfemung war ursprünglich ein offizieller Rechtsbegriff und eine schwere Strafe. (Darüber hinaus hat der Begriff des Geächteten auch weitere Bedeutungen in der Umgangssprache erhalten).

## Bedeutung
Als Geächteter galt in der Rechtsprechung eine Person, die die Gesetze des Königreiches gebrochen hatte, etwa durch das Missachten einer Ladung vor Gericht oder auch die Flucht, statt um Gnade zu bitten, wenn sie für ein Verbrechen verantwortlich gemacht wurde. Im frühen Recht des angelsächsischen England wurden Personen auch wegen Totschlags geächtet, wenn sie die daraufhin verhängte Geldstrafe nicht zahlen konnten.
Die Magna Carta schrieb fest, dass der Ächtung oder Verbannung ein gesetzliches Urteil zugrunde liegen müsse:

„Kein freier Mann soll verhaftet, gefangen gesetzt, seiner Güter beraubt, geächtet, verbannt oder sonst angegriffen werden; noch werden wir ihm etwas zufügen, oder ihn ins Gefängnis werfen lassen, als durch das gesetzliche Urteil von Seinesgleichen, oder durch das Landesgesetz.“

Geächtet zu werden bedeutete eine Form des „bürgerlichen Todes“. Der Geächtete wurde aus dem normalen gesellschaftlichen Verkehr ausgeschlossen. Der Betroffene verlor jegliche Bürgerrechte und insbesondere die Achtung, alle Ehren und den guten Namen. Als ehrloses Verhalten, welches zur Ächtung führen konnte, wurden „schandbare Handlungen, welche die bürgerlichen Rechte mit Anrüchigkeit belegen“ gezählt und die anschließende Rechtlosigkeit wurde durch ein Gericht ausgesprochen. Es gab jedoch Unterschiede zwischen den Begriffen Ehrlosigkeit oder Gesetzlosigkeit (ächten) und Rechtlosigkeit (rechtlos machen). Ächten wird abgeleitet von ehtan = „aus der Ehe“ einer Gemeinschaft nehmen, womit der Geächtete fortan außerhalb der Schutzgenossenschaft der Gemeinde, zu welcher er gehört hatte, stand. Erst der Entzug aller bürgerlichen Rechte machte den Geächteten zu einem rechtlosen Gesetzlosen. Niemandem war erlaubt, ihm Essen zu geben, Zuflucht zu gewähren oder ihm irgendeine andere Form der Unterstützung zukommen zu lassen. Tat es doch jemand, machte er sich des couthutlaugh (altenglisch couth „wissentlich“) schuldig und lief Gefahr, selbst verstoßen zu werden. Eine Person, die einen Geächteten traf, hatte das Recht und wurde sogar ermutigt, ihn zu töten; sie machten sich dadurch nicht des Mordes schuldig. Da der Geächtete nicht mehr zur zivilen Gesellschaft gehörte, war diese von sämtlichen Pflichten dem Geächteten gegenüber befreit. Geächtete hatten keine Rechte und konnten nicht vor Gericht klagen, wohingegen sie selbst sehr wohl vor Gericht gestellt werden konnten.
Im Kontext des Strafrechts verschwand die Verfemung nicht so sehr wegen Rechtsänderungen, sondern wegen der größeren Bevölkerungsdichte, die es für Gesuchte sehr viel leichter machte, unerkannt zu bleiben. Ein weiterer Grund war die allgemeine Einführung der Abschiebung.
Im Zivilrecht wurde die Verfemung durch Reformen überflüssig, nach denen die Angeklagten nicht länger gezwungen wurden, vor Gericht um Gnade zu flehen. Dennoch bestand nach englischer Rechtsprechung bis 1879 die Möglichkeit, über jemanden wegen Missachtung des Zivilrechts die Ächtung zu verhängen.

## Der Gesetzlose als Mythos

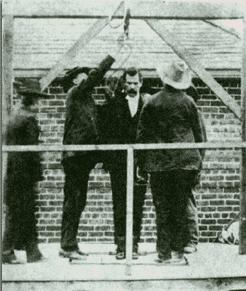
Der frühere Cowboy und später gesetzlose Tom Ketchum wird wegen des Überfalls auf einen Zug gehängt.

Der Outlaw ist als typischer Charakter in einem Western bekannt. Der Geächtete im Western ist typischerweise ein Krimineller, der von einer Basis aus in der Wildnis operiert und in unregelmäßigen Abständen in Siedlungen einfällt. Diese Verallgemeinerung geht zum Großteil auf Präzedenzfälle in der englischen Geschichte zurück, vor allem auf die Geschichten von Robin Hood oder galanten Wegelagerern.
In Spanien wurden jene Verbrecher, die zum Teil bei der armen Bevölkerung als Freiheitskämpfer und als Wohltäter galten, Bandoleros genannt.
Im 14. Jahrhundert wurde im Nord- und Ostseeraum der deutsche Seeräuber Klaus Störtebeker mit seinen Vitalienbrüdern bekannt, der teils im Herrscherauftrag und teils als gesetzloser Freibeuter auf den Meeren agierte. In Italien wurden Fra Diavolo (1771–1806) und Carmine Crocco (1830–1905) berühmt. Zu den bekanntesten US-amerikanischen Gesetzlosen zählen Jesse James (1847–1882), Billy the Kid (1859–1881), Butch Cassidy und Sundance Kid sowie Bonnie und Clyde oder die Dalton-Brüder.
Als jugendliche weibliche Outlaws kannte man Cattle Annie (1882–1978) und Little Britches (1879–1896) in Oklahoma.
Der australische Kriminelle Edward „Ned“ Kelly (1855–1880) widerstand 1880 als The Iron Outlaw (Der eiserne Gesetzlose) in einer aus Pflugstahl gebastelten Rüstung nahezu erfolgreich dem Kugelhagel der Polizei. Im deutschsprachigen Raum wurden Johannes Bückler, genannt Schinderhannes, ebenso wie Carl Wallmann oder Nikol List als Banditen berühmt.

## Rezeption (Auswahl)
Manche Gesetzlose verkörpern eine morbide Faszination von Abenteuer, Freiheit und Kritik an der Obrigkeit. Das drückt sich in der hohen Zahl der Verfilmungen ihrer Lebensgeschichten aus. Hinzu kommen Romane, Geschichten und Biografien zu der Thematik um die historischen Figuren dieser Gesetzlosen.
Filme
- Geächtet – Billy the Kid
- Gesetzlos – Die Geschichte des Ned Kelly
- Jesse James, Mann ohne Gesetz
- Lawless – Die Gesetzlosen
- Rob Roy
- Zwei Banditen – die Geschichte von Butch Cassidy und Sundance Kid

Serien
- Das A-Team

Musik
- Desperado (Album der Eagles mit dem Thema Gesetzlose)
- The Last Bandoleros („Die letzten Geächteten“), Name einer US-amerikanischen Tex-Mex-Band

Literatur
- Robert M. Utley: Wanted. The outlaw lives of Billy the Kid & Ned Kelly (= Lamar series in western history). Yale University Press, New Haven 2015, ISBN 978-0-300-20455-1.